# 篠原一由
篠原 一由（しのはら かつよし、? - 慶長20年4月26日（1615年5月23日））は、江戸時代初期の加賀藩士。人持組頭・篠原別家（篠原出羽守家）初代当主・篠原一孝（17000石）の嫡男（長男）。通称は主膳。別名に貞秀。月江院殿宗心居士。墓所は高野山奥の院・前田利長墓所内篠原家墓地。
正室は清妙院（保智姫。前田利家の九女。母は芳春院の侍女で後に側室となった隆興院）、清妙院殿華萼貞香大禅尼（清妙院殿華萼貞香大姉）。子（嫡男）は岩松。

## 生涯
「書き物進上申し候。　仰せられ候は　このように候や。　失念せしめ候。　　恐惶謹言　二十八日　　光悦（花押）　　封　篠主膳様人々御中　　光悦」
篠原一孝（豊臣一孝）の長男として生まれる。母は一孝の継室・松齢院（青山佐渡守の娘）とされるが、前室・円智院（前田利家の養女、実弟・佐脇良之の娘）と考えられる。家臣筆頭、藩の中枢中の中枢に位置する父を持ち、前田利家の実娘を室に迎え、男子（岩松）も誕生、本阿弥光悦等一級の文化人とも交流を持つなど、順風満帆の船出であった。
岩松に関しては、芳春院の消息（手紙）が残されている。一通は、千世（春香院）宛で「一筆申しまいらせ候。おほちするすると誕生の事にて、ことにわもじにてひとしおひとしお満足申しまいらせ候。…祝をこしらえ候わんか、…」（保智の岩松出産を祝い、篠原家への祝儀の品を指図したもの）であり、今一通は、前田直之の乳母宛で「一筆申し候。まずまずほうはさいさいわずらい申し候由、…毒を食い申し候故と思いまいらせ候。…岩松はひきかえ息災と申し候。心安く思いまいらせ候。…おほちは月があしくて笑止と思いまいらせ候か。…」（直之の病質を毒でも飲ませられているのではないかと案じ、引きかえに岩松の息災と保智の体調を懸念したもの）である。恵まれ過ぎた環境にあった一由であるが、そこに落し穴が存在した。配流されたのである。福井藩主・松平忠直（徳川家康の孫）に慮外（無礼）があって、越前吉崎へ遠流（「諸氏系譜」）になったとも、酔狂によって姫君（保智）を打擲し、（保智）が出産せずになくなり、能州に謫せられた（「本藩歴譜」）とも言われるが、配流先も異なり、真相は不明である。前田宗家から迎え、大切に遇した姫（保智）を打擲したとは考えにくいし、岩松は誕生しているのである。真相は加賀藩の当時の状況に暗示される。前田利常（母は芳春院の侍女で後、側室となった寿福院）の家督相続で、新興勢力の台頭があり、譜代勢力との対立、さらが有力家臣間の暗闘が起こる中、一由が一方（譜代勢力）の旗頭に担がれそうになる。妻である保智姫は、禁教令下キリスト教に傾倒していき、そこを若い嫡子、一由はつけ入れられたのである。一由の母であるが、松齢院とすると、年齢的に矛盾が生じる。松齢院は、「前田利家の遺言状」（慶長4年（1599年））によって、一孝の後妻となったのである。したがって、一由の誕生は慶長5年（1600年）以降（因みに保智は文禄4年（1595年）生）となり、岩松の誕生（1612年前後か?）や文化人との交流、政争に巻き込まれるなど、年齢的に不自然である。高徳公（前田利家）御女保智姫の夫（一由）が配流・早世では不都合なのであろう、「諸氏系譜」では保智を一由の弟で第2代当主篠原一次の室とし、岩松を一次の実子・虎之助として操作を行っている。同様の理由から前田宗家からの輿入れとなる円智院を一由の実母とすることができなかったものと推察できる。
篠原一由は、慶長20年（1615年）4月26日、死去（早世）。死因については不明。実子・岩松は弟の篠原一次の継嗣となるが、家臣間の暗闘の燠が燻る中、元和7年（1621年）に一次が早世し、数年後には岩松も14歳の若さで早逝（急死）した。篠原別家は、篠原出羽守家としては、万石以上の家禄とともに一旦は断絶する（名族・芳春院実家・篠原氏の勢力削減には都合が良かったのかもしれない）。一由の菩提寺は不明。墓所は、高野山・前田利長墓所内篠原家墓所。一由の墓の施主は、織田信長の四女で前田利長の正室・永姫（玉泉院）である（高野山天徳院文書）。